# Volvo EX90
Volvo EX90 är en eldriven SUV som Volvo Personvagnar presenterade den 9 november 2022.

## Volvo EX90
Bilen ersätter XC90-modellen som ett led i Volvos planer att fasa ut bilar med förbränningsmotor. EX90 bygger på samma bilplattform som även används av koncernsyskonet Polestar 3.